# Mamy Rock

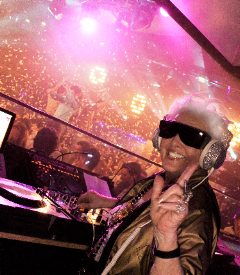
Mamy Rock (2010)

Mamy Rock (eigentlich Ruth Flowers; * 29. März 1931 in Bristol; † 27. Mai 2014) war eine britische DJ, die vor allem in der House-Szene bekannt war.

## Leben und Karriere
Ruth Flowers lebte mit ihrem Mann 14 Jahre lang als Sängerin und Gesangslehrerin in Portugal. Nach dem Tod ihres Mannes kehrte sie nach Großbritannien zurück. 2005 begleitete sie ihren Enkel an dessen Geburtstag in einen Londoner Nachtclub, in dem sie die Musik sehr genoss. Eine Freundin brachte sie in Kontakt mit einem französischen Produzenten. Er zeigte ihr, wie man richtig auflegt, und verhalf ihr zu ihrem eigenen Stil. Sie mixte am liebsten alte Lieder, wie etwa jene ihrer Lieblingsband Queen mit ganz neuem Material, wie beispielsweise Lady Gaga, David Guetta oder Daft Punk.
Ihr Debüt feierte sie 2009 bei den Filmfestspielen von Cannes. Die Nachfrage nach ihren Werken, von denen sie zwei selbst „komponierte“, stieg stetig. Neben britischen Kanälen wie BBC war sie auch im deutschen Fernsehen, etwa auf dem Sender 3sat, zu sehen. Sie legte in Belgien, Deutschland, Italien und Österreich, in den USA und Asien auf.
Mamy Rock hatte einen Myspace-, Facebook- und Twitter-Account, um mit jungen Leuten in Kontakt zu bleiben.